# الدوري الإماراتي للمحترفين 2012–13
الموسم ال38 من مسابقة الدوري الإماراتي للمحترفين (عرف بدوري اتصالات للمحترفين لأسباب الرعاية) وهو الدوري الأعلى في دولة الإمارات العربية. كذلك هو الموسم الخامس كموسم احترافي.
شهد الموسم زيادة عدد الأندية المشاركة إلى 14 فريقًا بدلًا من 12 في الموسم السابق.
في 18 إبريل 2013، ضمن العين لقب البطولة بعد فوزه على دبي وانتظروا حتى 25 مايو 2013 وتحديدًا بعد مباراة النصر ليتوجوا باللقب الثاني على التوالي.

## التأهل
في يونيو 2012، أعلن الاتحاد الإماراتي لكرة القدم زيادة عدد فرق الدوري إلى 14 فريقًا، وأن الفريقين الهابطين في الموسم السابق (الشارقة، الإمارات) سيشاركان في دورة ترقي مع الفريقين اللذين حلّا في المركز الثالث والمركز الرابع (الظفرة، الشعب) في الموسم السابق من الدوري الإماراتي الدرجة الثانية على أن يتأهل الفريقان الأول والثاني من الدورة الرباعية للمشاركة في دوري المحترفين الإماراتي موسم 2012–13.

### دورة الترقي

#### المباريات
| الإمارات | 1 – 2 | الشعب |
| -------- | ----- | ----- |
|          |       |       |

| الشارقة | 0 – 1 | الظفرة |
| ------- | ----- | ------ |
|         |       |        |

| الإمارات | 1 – 5 | الظفرة |
| -------- | ----- | ------ |
|          |       |        |

| الشعب | 0 – 1 | الشارقة |
| ----- | ----- | ------- |
|       |       |         |

| الإمارات | 1 – 2 | الشارقة |
| -------- | ----- | ------- |
|          |       |         |

| الشعب | 3 – 2 | الظفرة |
| ----- | ----- | ------ |
|       |       |        |

#### الترتيب
| م | الفريق   | لعب | ف | ت | خ | أ.له | أ.ع | أ.ف | نقاط | الصعود أو الهبوط                              |
| - | -------- | --- | - | - | - | ---- | --- | --- | ---- | --------------------------------------------- |
| 1 | الشعب    | 3   | 2 | 0 | 1 | 5    | 4   | +1  | 6    | التأهل إلى الدوري الإماراتي للمحترفين 2012–13 |
| 2 | الظفرة   | 3   | 2 | 0 | 1 | 8    | 4   | +4  | 6    | التأهل إلى الدوري الإماراتي للمحترفين 2012–13 |
| 3 | الشارقة  | 3   | 2 | 0 | 1 | 3    | 2   | +1  | 6    | الهبوط إلى الدوري الإماراتي الدرجة الأولى     |
| 4 | الإمارات | 3   | 0 | 0 | 3 | 3    | 9   | −6  | 0    | الهبوط إلى الدوري الإماراتي الدرجة الأولى     |

## الفرق

### المدن والملاعب
| النادي      | المدينة    | الملعب                      | السعة  |
| ----------- | ---------- | --------------------------- | ------ |
| الأهلي      | دبي        | ملعب آل راشد                | 18,000 |
| الظفرة      | مدينة زايد | ملعب حمدان بن زايد          | 12,000 |
| الجزيرة     | أبوظبي     | ملعب محمد بن زايد           | 42,056 |
| العين       | العين      | ملعب طحنون بن محمد          | 15,000 |
| الوحدة      | أبوظبي     | ملعب آل نهيان               | 12,000 |
| الشعب       | دبي        | ملعب خالد بن محمد           | 10,000 |
| الشباب      | دبي        | ملعب مكتوم بن راشد آل مكتوم | 12,000 |
| الوصل       | دبي        | ملعب زعبيل                  | 12,000 |
| النصر       | دبي        | ملعب آل مكتوم               | 12,000 |
| عجمان       | عجمان      | ملعب عجمان                  | 10,000 |
| دبي         | دبي        | ملعب ضباط الشرطة            | 6,500  |
| بني ياس     | بني ياس    | ملعب بني ياس                | 9,570  |
| الفجيرة     | الفجيرة    | ملعب نادي الفجيرة           | 3,500  |
| اتحاد كلباء | كلباء      | ملعب نادي اتحاد كلباء       | 3,000  |

### المدربين
مدربو الأندية بنهاية الموسم.
| النادي      | المدرب                |
| ----------- | --------------------- |
| الأهلي      | كويكي فلوريس          |
| الظفرة      | لورانت بانيدي         |
| الجزيرة     | لويس ميلا             |
| العين       | كوزمين أولاريو        |
| الوحدة      | جوزيف هيكرسبيرغر      |
| الشعب       | ماريوس سوموديكا       |
| الشباب      | ماركوس باكيتا         |
| الوصل       | عيد باروت             |
| النصر       | والتر زينغا           |
| عجمان       | عبد الوهاب عبد القادر |
| دبي         | رينيه مارسيجليا       |
| بني ياس     | سالم العرفي           |
| الفجيرة     | عبد الله مسفر         |
| اتحاد كلباء | زي ماريو              |

### تغييرات المدربين
تغييرات المدربين خلال موسم 2012–13.

#### قبل بداية الموسم
| الفريق  | المدرب الراحل    | طريقة الرحيل | المدرب البديل      |
| ------- | ---------------- | ------------ | ------------------ |
| الوصل   | دييجو مارادونا   | أقيل         | برونو ميتسو        |
| الوحدة  | جوزيف هيكرسبيرغر | استقال       | برانكو إيفانكوفيتش |
| الظفرة  |                  |              | جمال حاجي          |
| الشارقة | تيتا فاليريو     |              | فوزي البنزرتي      |
| دبي     | أيمن الرمادي     | أقيل         | رينيه مارسيجليا    |
| بني ياس | غابرييل كالديرون | انتهاء العقد | جوزيف تشوفانيتش    |
| الجزيرة | كايو جونيور      | انتهاء العقد | باولو بوناميجو     |
| الشباب  | باولو بوناميجو   | استقال       | ماركوس باكيتا      |

#### أثناء الموسم
| الفريق      | المدرب الراحل          | طريقة الرحيل          | المدرب البديل          |
| ----------- | ---------------------- | --------------------- | ---------------------- |
| اتحاد كلباء | دراجان تالاجيتش        | أقيل                  | لطفي بنزرتي            |
| الوصل       | برونو ميتسو            | المرض                 | جيل موريسياو ناصر خميس |
| الفجيرة     | مارسيلو كابو           | أقيل                  | عبد الله مسفر          |
| الوصل       | جيل موريسياو ناصر خميس | انتهاء الفترة المؤقتة | جاي لاكومب             |
| اتحاد كلباء | لطفي بنزرتي            | أقيل                  | زي ماريو               |
| الشعب       | سيرجيو أليكساندر       | أقيل                  | ماريوس سوموديكا        |
| الظفرة      | جمال حاجي              | أقيل                  | لورانت بانيدي          |
| الوصل       | جاي لاكومب             | أقيل                  | عيد باروت              |
| الجزيرة     | باولو بوناميجو         | أقيل                  | لويس ميلا              |
| الوحدة      | برانكو إيفانكوفيتش     | أقيل                  | جوزيف هيكرسبيرغر       |
| بني ياس     | جوزيف تشوفانيتش        | أصبح المدير الفني     | سالم العريفي           |